# Handelingen van de apostelen
Handelingen van de apostelen (Koinè-Grieks: Πράξεις τῶν Ἀποστόλων, Práxeis tôn Apostólōn; Latijn: Actus apostolorum of Acta apostolorum, "daden van de apostelen"), vaak Handelingen genoemd of verder afgekort "Hand.", is een boek in het Nieuwe Testament van de Bijbel. Het boek werd in het Koinè-Grieks geschreven. 
Handelingen vormt samen met het Evangelie volgens Lucas een tweedelig werk dat traditioneel aan de evangelist Lucas wordt toegeschreven. Tijdens de canonvorming van het Nieuwe Testament zijn de twee delen apart van elkaar in het Nieuwe Testament terechtgekomen en ze worden in de standaardvolgorde gescheiden door het evangelie volgens Johannes. 
Handelingen begint met de hemelvaart van Jezus. Daarna volgen verhalen over Pinksteren, de uitstorting van de Heilige Geest, het ontstaan van het vroege christendom en de zendingsreizen van de apostel Paulus. Het boek eindigt met de verkondiging door Paulus in Rome, waar hij naar reisde omdat hij na een aanklacht een beroep op de keizer deed. 

## Naam en datering
De naam "Handelingen van de apostelen" stamt waarschijnlijk uit de 2e eeuw. Deze diende om dit werk te onderscheiden van de talrijke apocriefe 'handelingen' die in die tijd ontstonden, zoals Handelingen van Petrus, Handelingen van Paulus en Handelingen van Johannes.
In de Bijbelwetenschap is de consensus dat Handelingen rond 90 n.Chr. werd geschreven. De vroegst mogelijke datum kan worden bepaald op basis van het gegeven dat de auteur van het tweedelig werk Lucas-Handelingen afhankelijk was van het Evangelie volgens Marcus, dat volgens de consensus in zijn definitieve vorm moet zijn geschreven na 70 n.Chr. vanwege de kennis van de vernietiging van de Joodse tempel in Jeruzalem. De laatst mogelijke redactiedatum wordt vaak afgeleid van het feit dat Handelingen geen enkele verwijzing bevat naar de Jodenvervolging in de laatste jaren van de regering van Domitianus (81-96) en de auteur niet weet van enige verzameling brieven van Paulus, waarvan de verspreiding wordt verondersteld rond het jaar 100.

## Auteur
Handelingen en het Evangelie volgens Lucas hebben vrijwel zeker dezelfde auteur. Ze vormen samen een tweedelig werk met een consistente stijl, vocabulaire en theologie. Beide delen bevatten een proloog, maar een auteur wordt niet genoemd.
Vroege uitleggers namen aan dat Handelingen geschreven werd door een vaste medewerker van Paulus. De tekst spreekt op een aantal plaatsen namelijk over "wij" en "ons" (16:10-17, 20:5-16, 21:1-18, 27:1-28:16). Op basis van de passages waarin de apostel Paulus Lucas noemde, die waarschijnlijk een arts was en Paulus op zijn reizen vergezelde, was de eerste vermelding van Lucas als schrijver van Handelingen die van Ireneüs in ca. 180. Hij benadrukte dat Lucas en Paulus "onafscheidelijk" waren. Ook andere kerkvaders, waaronder Tertullianus, Origenes en Eusebius schreven Handelingen en daarmee ook het Lucasevangelie aan Lucas toe.
Een ander argument dat Lucas de auteur van Lucas en Handelingen was, was dat deze door een arts geschreven zouden moeten zijn omdat ze medische vakkennis zouden veronderstellen of een bijzondere aandacht voor medische onderwerpen zouden laten zien. De medische kennis die uit Lucas en Handelingen blijkt en gebruikte (vak)termen, stijgen echter niet boven het resultaat van een solide algemene opleiding uit.
De aanname dat Lucas de auteur van deze werken was, wordt tegenwoordig door de meeste onderzoekers verworpen. Een van de redenen voor het betwijfelen van het auteurschap van Lucas is het verschil tussen het beeld van Paulus dat in Handelingen wordt gegeven en het beeld van Paulus en zijn theologie dat we in de brieven van Paulus aantreffen. De verschillen maken het onwaarschijnlijk dat Handelingen door iemand is geschreven die lange tijd zeer nauw met Paulus samenwerkte, zoals Ireneüs dat veronderstelde. Dit betekent ook dat het Evangelie volgens Lucas hoogstwaarschijnlijk niet door Lucas is geschreven. 
Er zijn ook geen aanwijzingen dat de auteur de brieven van Paulus kende of gelezen heeft. Het beeld dat hij van Paulus' leer had, zou dan beperkt geweest zijn, wat de verschillen tussen Handelingen en de brieven van Paulus kan verklaren. Het is natuurlijk ook mogelijk dat Lucas Paulus' theologie niet goed begreep. De consensus onder Bijbelwetenschappers is echter dat het aanwijzen van Lucas als auteur onderdeel was van het proces van canonvorming van het Nieuwe Testament, waarbij anonieme werken werden toegeschreven aan personen die zo dicht mogelijk bij Jezus stonden.
Er zijn ook onderzoekers die vasthouden aan Lucas als auteur of die deze mogelijkheid in ieder geval open houden. Handelingen bevat maar een beperkt aantal 'wij'-passages en het is dus mogelijk dat de auteur Paulus slechts op enkele reizen vergezeld heeft. Het is ook mogelijk dat de auteur van Handelingen hier andere bronnen ingevoegd heeft, zoals dagboeken of reisverslagen van een medereiziger van Paulus. In ieder geval gaat het om een beperkt aantal passages die betrekking hebben op delen van de reizen van Paulus, en die vrij plotseling beginnen en eindigen. Er is nog een aantal plekken die mogelijk op een overgang tussen verschillende door de auteur gebruikte bronnen wijzen (bijvoorbeeld 6:1 en 15:1-5).

### Profiel
De auteur van Lucas en Handelingen had goede kennis van Romeins procesrecht. Hij was ook goed bekend met zowel de joodse theologie als met hellenistische gebruiken. Dit duidt op een breed georiënteerde opvoeding en opleiding. Zijn vertelperspectief is keer op keer dat van een stedeling. Zijn intensieve behandeling van vraagstukken op het gebied van armoede en rijkdom hebben geleid tot het vermoeden dat hij een vrijgelaten slaaf zou kunnen zijn geweest. Dit soort overwegingen blijft speculatief.
Traditioneel werd aangenomen dat Handelingen in Antiochië werd geschreven, maar Efeze is waarschijnlijker. De auteur is 'thuis' in de Egeïsche Zee en Efeze is het brandpunt waar de juistheid en betekenis van Paulus' missie wordt bevestigd (Handelingen 19).
Tot zeker het midden van de 20e eeuw werd 'Lucas' gezien als prototype van het vroege heidenchristendom. Sinds die tijd is het beeld verschoven naar een sterkere worteling in de joodse geloofstraditie, goed bekend in de "Geschriften" en met een gedetailleerde kennis van cultische uitvoeringspraktijken. Dit duidt op een joodschristelijke afkomst. Vermoedelijk groeide hij op in de diaspora, misschien in Griekenland zoals zou kunnen blijken uit zijn geografische kennis.

## Kenmerken
De titel "handelingen van de apostelen" dekt de lading niet helemaal: het merendeel van de apostelen speelt geen rol van betekenis in het boek. In tegenstelling tot Lucas dat, net als de andere drie evangeliën, veel weg heeft van een Grieks-Romeinse biografie, komen er in Handelingen meer hoofdrolspelers voor. De eerste hoofdrolspeler is Petrus, van wie we na hoofdstuk 15 echter niets meer vernemen. In Handelingen verschuift de focus naar de volgende hoofdrolspeler: Paulus, die pas in hoofdstuk 7 het toneel betreedt.

### Structuur en stijl
Handelingen is een buitengewoon goed georganiseerd werk, met duidelijk gemarkeerde overgangen die de gebeurtenissen verbinden. In dit opzicht is Handelingen heel anders dan het grootste deel van de evangeliën, waar deze overgangen niet worden gemarkeerd. Het verschilt ook van de brieven in het Nieuwe Testament, die onderwerpen behandelen waarvan de context volledig ontbreekt, waardoor de samenhang van de passages vaak duister is. Overigens is het expliciet ontbreken van die context (die voor de schrijver en lezers bekend was) een kenmerk van authenticiteit van een brief. De auteur van Handelingen heeft het werk duidelijk geschreven om personen zorgvuldig te instrueren over hoe het vroege christendom ontstond en heeft daarom veel moeite gedaan de relatie tussen de episodes en secties duidelijk te maken. De auteur geeft de verhalen ook vrijwel altijd een concrete plaats in tijd en ruimte.
Handelingen is helder geschreven, in verzorgde zinnen die weinig onduidelijkheden geven. De zinnen zijn niet heel lang en de syntactische relaties tussen de zinsdelen is vrijwel altijd logisch en duidelijk. Toch kenmerkt de tekst van Handelingen zich door subtiele en onderling verweven ontwikkelingen.

### Redevoeringen
Een groot deel van Handelingen, ongeveer een kwart van de tekst, bestaat uit grote redevoeringen. Deze hebben een belangrijke functie. In de stijl van de Grieks-Romeinse geschiedschrijving plaatst de auteur ze op cruciale punten in zijn verhaal. Dit zijn fictieve toespraken die niets zeggen over de theologie van de spreker. Het zal er de auteur van Handelingen niet om te doen zijn geweest om vast te leggen wat zijn personages hebben gezegd, maar om wat ze gezegd 'zouden kunnen hebben'. Hetzelfde zou kunnen gelden voor de twee brieven die Handelingen citeert (15:23-29 en 23:26-30), hoewel het in ieder geval bij de brief van de oudsten uit Jeruzalem (15:23-29) ook mogelijk is dat de auteur over de tekst ervan beschikte.

### Drievoudige herhalingen
Gebeurtenissen die volgens de auteur sleutelmomenten waren in de geschiedenis van het christendom, worden driemaal genoemd in Handelingen:
- Paulus' bekering (9:10-19; 22, 26)
- Cornelius' bekering (10:1-48; 11:1-18; 15:7-11)
- Paulus' besluit om zich op de heidenen te richten (13:46; 18:6; 28:28)
- het 'Apostolisch decreet' (15:20,29; 21:25)

### Mimesis
Lucas heeft in Handelingen zorgvuldig en veelvuldig mimesis toegepast, het nabootsen van teksten waarmee de auteur een inhoudelijke relatie impliceert. De belangrijkste tekst die werd nagebootst was de Septuagint. Door te schrijven in de stijl van de Hebreeuwse Bijbel suggereerde Lucas continuïteit tussen de christelijke beweging en de Israëlitische voorgangers. Om aan te sluiten bij zijn (hellenistische) lezers gebruikte Lucas ook elementen uit de Oudgriekse literatuur.
Enkele voorbeelden hiervan:
- Handelingen 8:26-40: het verhaal over de Ethiopische kamerling heeft parallellen met de profetie in Zefanja 2:4-3:10.[10]
- Handelingen 20:7-12: het verhaal over de opstanding van Eutychus. De setting en het woordgebruik komen in hoge mate overeen met de verhalen over Elia (1 Koningen 17:17-24) en Elisa (2 Koningen 4:18-37) die ook een jongen uit de dood opwekten. Daarnaast heeft het verhaal sterke overeenkomsten met de episode over Elpenor uit Homeros' Odyssee.[11]
- Handelingen 27: voor het verhaal over Paulus' bootreis en schipbreuk gebruikte Lucas elementen uit de Odyssee.[12]

## Lezers
Het boek is opgedragen aan ene Theofilus. Theofilus is een Griekse naam, die 'door God geliefd' betekent. Mogelijk was hij een welgestelde christen, die optrad als mecenas, als beschermheer. Dat Lucas Theofilus aanspreekt met de adressering kratistos, in sommige vertalingen vertaald als 'hooggeachte', die hij elders alleen voor hoge Romeinse functionarissen, met name gouverneurs gebruikt, lijkt erop te wijzen dat Theofilus zo'n functionaris was. Omdat plaatsen in Judea nauwkeurig beschreven worden, terwijl dit niet met plaatsen in Italië gebeurt, nemen sommigen aan dat hij in Italië geleefd heeft. 
Het is echter ook mogelijk dat het hier niet gaat om een specifiek persoon, maar om een figuurlijke benaming voor christenen, "de door God geliefden", in het algemeen. 
Handelingen is in ieder geval voor heidenchristenen geschreven. In plaats van de Joodse aanduiding rabbi worden de Griekse aanduidingen kyrios, "heer" en epistates, "meester" gebruikt. 

## Inhoud

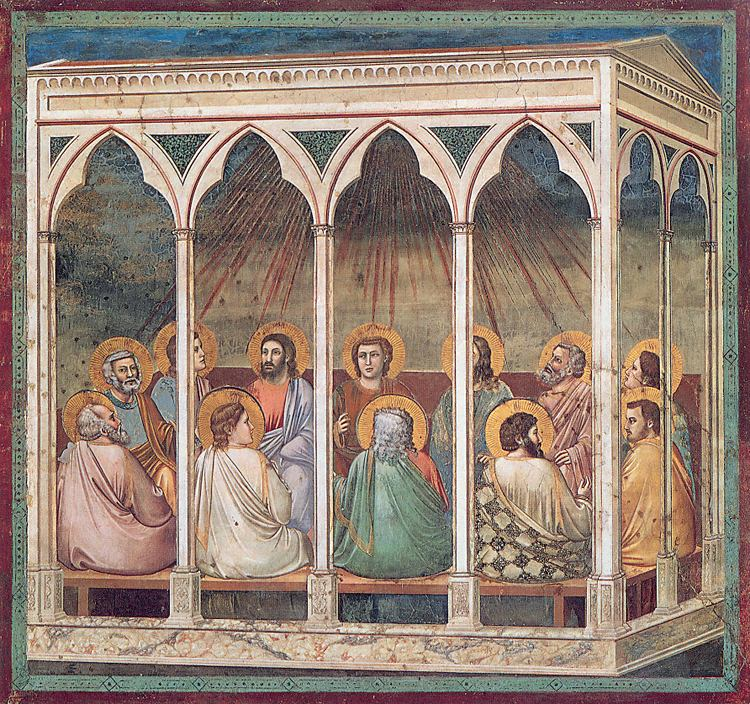
Pinksteren door Giotto

### Verspreiding van het christendom
Een belangrijk thema van Handelingen is de geografische verspreiding van het christendom van Jeruzalem naar Rome. Dit thema wordt uitgewerkt in zes fases, die ieder eindigen met een samenvatting.
1. De eerste fase richt zich op de kerk in Jeruzalem en de verkondiging door Petrus. Deze fase eindigt met de mededeling over de groei van het aantal leerlingen in Jeruzalem (6:7).
2. De tweede fase gaat over de verspreiding van de christelijke boodschap door Palestina en eindigt met de bloei "in heel Judea en Galilea en Samaria" (9:31).
3. De derde fase wordt bereikt als de leerlingen het evangelie tot in Antiochië brengen en dit "steeds meer gehoor" vond (12:24).
4. In de vierde fase bereikt de Kerk de grenzen van Syria en zelfs Anatolië. "De gemeenten werden steeds sterker in het geloof en het aantal leerlingen nam dagelijks toe" (16:5).
5. In de vijfde fase omvat de Kerk ook delen van Europa, met Paulus' werk in Korinthe en Efeze als brandpunt. "Zo zegevierde het woord van de Heer en vond het steeds meer gehoor" (19:20).
6. Ten slotte bereikt het evangelie Rome. De samenvatting van deze fase maakt duidelijk dat de auteur in deze mijlpaal meer zag dan een geografische betekenis: "[Paulus] verkondigde het koninkrijk van God en onderrichtte vrijmoedig over de Heer Jezus Christus, zonder dat hem iets in de weg werd gelegd" (28:31).

### 'Zonder te worden gehinderd'
Het laatste woord in de Griekse tekst dient als sleutel om het doel van Handelingen te begrijpen. Het betekent letterlijk zoiets als 'zonder te worden gehinderd' en betekende voor de auteur waarschijnlijk zowel theologische als politieke vrijheid. Het was waarschijnlijk zijn bedoeling te laten zien dat het evangelie niet langer werd beperkt door de nauwe, nationalistische kijk van de eerste apostelen en dat Paulus in Rome zelf, het centrum van het Romeinse bestuur, ongehinderd kon verkondigen. Net zoals de geografische verspreiding van het christendom door heel Handelingen is verweven, geldt dat voor het uitwerken van het thema 'zonder te worden gehinderd'.
De auteur beschreef de kijk van de apostelen vroeg in het werk: "Heer, gaat U dan binnen afzienbare tijd het koningschap over Israël herstellen?" (1:6) En hoewel de gebeurtenissen met Pinksteren getuigden van de universele aard van de boodschap van Jezus, zag de meerderheid van de kerk van Jeruzalem de universele implicaties ervan niet. De verspreiding van het christendom buiten Palestina was niet het werk van de apostelen. Na de lijst van apostelen (1:13) worden negen van de twaalf niet meer genoemd, worden Jakobus en Johannes alleen kort vermeld en verdwijnt Petrus uit beeld vanaf hoofdstuk 12. Volgens de auteur speelden zij dus geen rol in het verspreiden van het evangelie buiten de grenzen van het judaïsme. De eerste die de universele implicaties zag, was Stefanus, maar deze werd in Jeruzalem gestenigd en hierna zegt de auteur: "Nog diezelfde dag brak er een hevige vervolging los tegen de gemeente van Jeruzalem, zodat allen verspreid werden over Judea en Samaria, met uitzondering van de apostelen" (8:1).
Als gevolg van de vervolging in Jeruzalem bracht Filippus de boodschap naar Samaria. De Samaritanen waren zowel raciaal als religieus aan de Joden verwant, hoewel ze hevige vijanden van elkaar waren. De verkondiging van de boodschap in Samaria leidde kennelijk tot zorgen bij de apostelen, die Petrus en Johannes stuurden om de situatie te onderzoeken. Toen zij zagen dat de Samaritanen de Heilige Geest ontvingen, was dat een bewijs dat God het goedkeurde dat het evangelie aan anderen dan Joden werd verkondigd (8:4-25). In hetzelfde hoofdstuk wordt ook een tweede stap genoemd om de boodschap buiten het judaïsme te verkondigen. Hoewel de Ethiopische eunuch de God van het jodendom accepteerde, was het vanwege zijn fysieke toestand voor hem onmogelijk een volwaardige proseliet te worden. Maar Filippus verkondigde hem het evangelie en hij accepteerde Jezus als Heer (8:26-40).
Een derde stap in de vrijmaking van het evangelie volgde toen Petrus van God de opdracht kreeg om naar Cornelius te gaan. Hij was een heiden, maar had sterke banden met het joodse geloof zonder proseliet te worden. Hij was een ware gelovige en ontving, tot grote verbazing van de Joodse gelovigen, de Heilige Geest (10:44-48). Toen het nieuws Jeruzalem bereikte, leidde dit tot beroering. Maar nadat Petrus het hele verhaal had verteld zeiden ze: "Dan geeft God het dus ook aan de mensen uit andere volken om tot inkeer te komen en het nieuwe leven te ontvangen" (11:1-18). Uit Handelingen blijkt echter ook dat de kerk in Jeruzalem de volledige betekenis van de gebeurtenissen niet begreep of deze niet (volledig) omarmde, want er wordt geen aanwijzing gegeven dat zij het evangelie actief gingen verkondigen aan de heidenen.
De laatste stap in de vrijmaking van het evangelie kwam met de verkondiging in Antiochië, een overwegend heidense stad. Het belangrijkste kenmerk van het verhaal over de bekeringen daar is dat het niet gold voor personen die op een bepaalde manier al waren verbonden aan het joodse geloof, maar voor een groep heidenen die duidelijk eerder geen banden hadden met het jodendom.
Op minder dan de helft van het verhaal in Handelingen heeft de auteur verteld hoe het evangelie naar eerst de Joden en daarna de heidenen is verspreid en is Paulus geïntroduceerd als degene die God heeft uitgekozen om het evangelie naar de niet-Joodse volken op aarde te brengen. Vanaf hoofdstuk 13 is Paulus de centrale personage. In de tweede helft van Handelingen schetst de auteur het beeld hoe Paulus bij de verbreiding van zijn boodschap ernstig wordt gehinderd, zowel door conservatieve joods-christenen als door Joodse en andere autoriteiten — wat leidt tot een proces waarbij hij zich op de keizer beroept (25:10-12).
Als Paulus Rome bereikt, beklemtoont de auteur dat de Joden als volk het evangelie hebben verworpen (28:17-27). Ondanks deze verwerping wordt de boodschap niet gehinderd: "U moet dan ook weten dat God deze boodschap van redding al aan de andere volken bekendgemaakt heeft; zij zullen wel luisteren" (28:28). De auteur wijst op de onschuld van Paulus door uitspraken van de Romeinse autoriteiten (26:31-32) en het feit dat hij in Rome kon gaan en staan waar hij wilde en iedereen kon ontvangen. "Hij verkondigde het koninkrijk van God en onderrichtte vrijmoedig over de Heer Jezus Christus, zonder dat hem iets in de weg werd gelegd" (28:30-31).

### Verhaallijn
Nadat Jezus naar de hemel is opgestegen, wordt er een vervanger voor Judas Iskariot aangewezen. Tijdens het pinksterfeest, als de volgelingen van Jezus bij elkaar zijn, ontvangen zij de Heilige Geest. Dankzij de Heilige Geest kunnen de discipelen wonderen verrichten (met name genezingen), hij leidt hen bij de verspreiding van Jezus' leer en hij helpt hen om de juiste dingen te zeggen wanneer dat nodig is. Een groot aantal Joden bekeert zich, maar de Joodse religieuze leiders laten de apostelen gevangennemen. Ze worden ondervraagd en op voorspraak van Gamaliël weer vrij gelaten. De Joodse leiders blijven de christenen echter vijandig gezind en op een gegeven moment wordt Stefanus gevangengenomen en gestenigd. Jezus' volgelingen worden steeds heviger vervolgd en ontvluchten Jeruzalem naar Judea en Samaria. Wanneer Paulus, een farizeeër, op reis is naar Damascus om de christenen die daarheen gevlucht zijn gevangen te nemen, verschijnt Jezus aan hem, waarop Paulus zich bekeert. Ondertussen bekeren steeds meer Joden zich, niet alleen in Palestina maar ook daarbuiten. Petrus krijgt een visioen waarin hem wordt uitgelegd dat ook niet-Joden ('heidenen') zich bij de volgelingen van Jezus aan mogen sluiten en gedoopt mogen worden. De grootste rol bij de verspreiding van het evangelie onder niet-Joden is echter weggelegd voor de bekeerde Paulus, die drie zendingsreizen onderneemt waarbij hij christengemeentes sticht in Sicilië, Klein-Azië, Macedonië en Achaea. Wanneer Paulus Jeruzalem bezoekt wordt hij gevangengenomen en moet hij zich verdedigen tegenover de Joodse leiders en de Romeinse machthebbers. Hij doet uiteindelijk een beroep op de keizer. Paulus en enkele andere gevangenen worden door Romeinse soldaten per schip naar Rome gebracht. Onderweg lijden de reizigers schipbreuk en komen ze op Malta terecht. Na drie maanden vertrekken ze met een ander schip van Malta naar Rome. In Rome wordt Paulus verwelkomd door medechristenen, hij ontmoet de plaatselijke Joodse leiders en hij verblijft daar twee jaar in huisarrest. Hij is vrij om bezoek te ontvangen en om zijn boodschap te verkondigen.
Handelingen beschrijft niet alle uitbreidingen en ontwikkelingen die plaatsvinden tussen de dood van Jezus en de aankomst van Paulus in Rome. Het boek richt zich voornamelijk op Petrus en Paulus. Handelingen 28 vermeldt dat er al christenen waren in Pozzuoli (Puteoli) en in Rome op het moment dat Paulus voor het eerst in die plaatsen arriveert. De brief van Paulus aan de Romeinen suggereert dat er voordat Paulus Rome bezocht zelfs al sprake was van een georganiseerde christelijke gemeente daar.

### Indeling

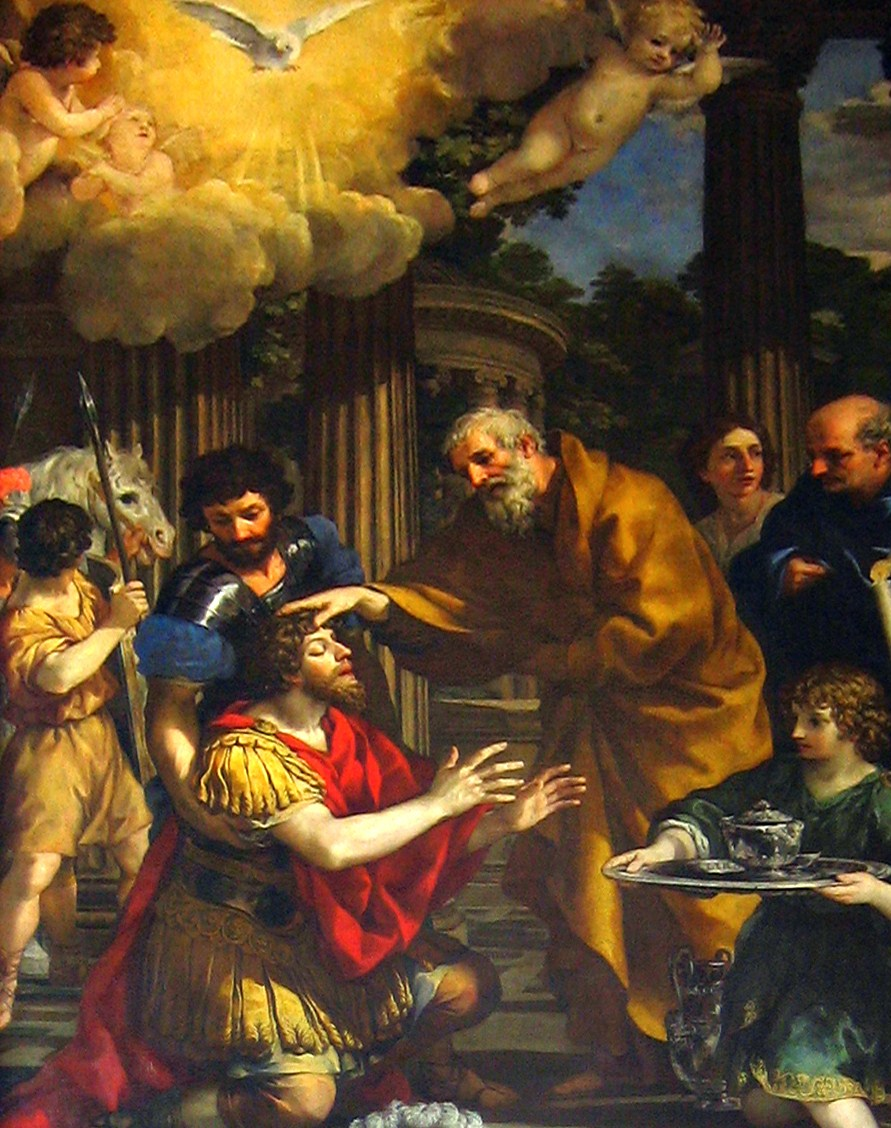
Paulus krijgt bij Ananias het gezichtsvermogen terug (Handelingen 9:18). Schilderij van Pietro De Cortana uit 1631.

De structuur van Handelingen volgt de aankondiging van Jezus in 1:8: "Maar wanneer de heilige Geest over jullie komt, zullen jullie kracht ontvangen om mijn getuigen te zijn in Jeruzalem, in heel Judea en Samaria, tot aan de uiteinden van de aarde." Het doel van de weergave in Handelingen is Paulus' ongehinderde prediking van het koninkrijk van God in Rome (28:31).
- Proloog (1:1-2)

Opgedragen aan Theofilus, het verhaal van het leven van Jezus  en de Opstanding. (1:1-2)
- Laatste samenkomst en Hemelvaart (1:3-11)

Grote opdracht (1:3-8)
Hemelvaart van Jezus Christus (1:9-11)
- Ontstaan van de Kerk (1:12 - 5:42)

Mattias tot apostel gekozen (1:12-26)
Nederdaling van de Heilige Geest (2:1-13)
Redevoering van Petrus (2:14-2:40)
Opwekking, beginpunt van de christelijke kerk (2:41-2:47)
Petrus geneest een lamme bedelaar (3:1-10)
Petrus en Johannes worden voor het Sanhedrin gebracht en het zwijgen opgelegd (4:5-31)
Ananias en Saffira (5:1-11)
Wijze woorden van Gamaliël (5:33-40)
- De uitbreiding in Palestina (6:1 - 8:40)

Instelling van het diaconaat (nog niet onder die naam; 6:1-6)
Gevangenneming en steniging van Stefanus (6:8-7:60)
- Bekering van Paulus (9:1 - 9:31)

- De roeping van de heidenen (9:32 - 12:24)

Een visioen suggereert Petrus dat de Joodse spijswetten niet nageleefd hoeven te worden (10:9 e.v.)
Introductie van de aanduiding christen (11:26)
- De uitbreiding van de Kerk onder Joden en heidenen (13:1 - 20:38)

Eerste zendingsreis van Paulus (13:1 - 14:28)
Concilie van Jeruzalem (15:1 - 15:35)
Tweede zendingsreis van Paulus (15:36 - 18:22)
Derde zendingsreis van Paulus (18:23 - 20:38)
- Paulus' gevangenschap en komst te Rome (21 - 28)

Paulus' laatste reis naar Jeruzalem (21:1 - 21:26)
Paulus' gevangenschap te Jeruzalem (21:27 - 23:30)
Paulus' gevangenschap te Caesarea (24:27 - 26:10)
Paulus' reis naar Rome (27:1 - 28:17)

## Historische evaluatie
De verhalen in Handelingen kunnen niet worden beschouwd als geschiedschrijving naar moderne maatstaven. Het werk moet eerder worden gezien als een geïdealiseerde terugblik op de eerste fase van het vroege christendom. Dit blijkt uit diverse aspecten, waarvan enkele voorbeelden zijn:
- In de vele redevoeringen die Handelingen bevat, wordt geciteerd uit de Septuagint. Het is buitengewoon onwaarschijnlijk dat 'ongeletterde' Joden (4:13) zouden citeren uit een Griekse vertaling. De intentie was niet een nauwkeurige (laat staan letterlijke) verslaglegging te geven, maar om te schrijven wat de personages gezegd 'zouden kunnen hebben'.
- Het verloop en de conclusies van het Concilie van Jeruzalem worden verschillend weergegeven in Handelingen en de brieven van Paulus. Zo schreef Paulus dat de conclusie was dat hij het evangelie mocht verkondigen zoals hij dat begreep (Galaten 2:4-10), terwijl in Handelingen de conclusie was dat heidenchristenen zich toch nog aan de traditionele joodse reinigingswetten moesten houden (15:28-29).

Cruciale informatie over de geschiedenis van de vroege kerk ontbreekt. Nergens wordt verteld hoe de grote centra van het christendom buiten Jeruzalem ontstonden: Paulus komt aan in Rome en wordt daar ontvangen door christenen (28:15), maar hoe de kerk daar begon, blijft onvermeld; de kerk van Alexandrië wordt in het geheel niet genoemd. Galilea was in de evangeliën het centrum van de beweging rond Jezus, maar Handelingen zegt niets hoe de kerk daar begon (vergelijk Marcus 16:7 met Handelingen 9:31). Sporadisch worden streken of steden genoemd, zoals Fenicië, Antiochië en Cilicië (bijvoorbeeld in 11:19-20), maar zelfs als Paulus bepaalde streken noemde waar de zending succes had, noemt Handelingen die niet (zoals Illyrië in Romeinen 15:19).
De balans tussen de verschillende verhalen in Handelingen is problematisch. Sommige personages duiken incidenteel op, zonder verdere context of vervolg, zoals het verhaal over Filippus (8:5-13). In de eerste hoofdstukken wordt Petrus als leider van de vroege kerk geportretteerd, maar later in Handelingen komt hij alleen voor in relatie tot de missie van Paulus. Dat staat in schril contract tot de gedetailleerde beschrijvingen van de processen van Paulus en bovenal het verhaal over zijn schipbreuk, waarbij niet duidelijk wordt gemaakt wat daarvan de relevantie is voor de geschiedenis van het vroege christendom.